# 凱克天文台
凱克天文台（英語：W. M. Keck Observatory）位於美國夏威夷州毛納基山的頂峰，海拔4145米（13600英尺），拥有两座世界上口径第二大的光學/近紅外線望遠鏡——凯克望远镜（口径10米），仅次于西班牙口径10.4米的加那利大型望远镜。两台凯克望远镜可组成光学干涉仪进行观测。

## 概况
1985年，时任W·M·凱克基金會主席的霍华德·凯克捐资7千万美元，资助凯克望远镜的设计和建造。如此大口径的望远镜的建造成为可能，归功于利用多块小型镜片组建组合而成一个单一镜片，降低了重量和制作难度。对于凯克望远镜，它的主镜片则由36片口径1.8米的六角形鏡片組合而成，镜片采用了德国肖特集团的ZERODUR微晶玻璃制造。
每架凱克望遠鏡的架台都是經緯儀的設計，大量的計算機分析得以使用最少的鋼材獲得最大的強度，每架望遠鏡約耗钢270噸，望远镜的全重则为300吨。
凯克望远镜包括两台口径10米的望远镜，在望遠鏡上的每個接合處，都由非常強固的鋼架結構支撐，並由可翹曲的鞔具系統保持穩定。望远镜安装有主动光学系统，在觀測時，聯結在電腦的感測器和控制系統，能調整每一片鏡片和相鄰鏡片的位置偏差達到4纳米的準確性。每秒兩次的調整可以有效的矯正來自重力所造成的變形。

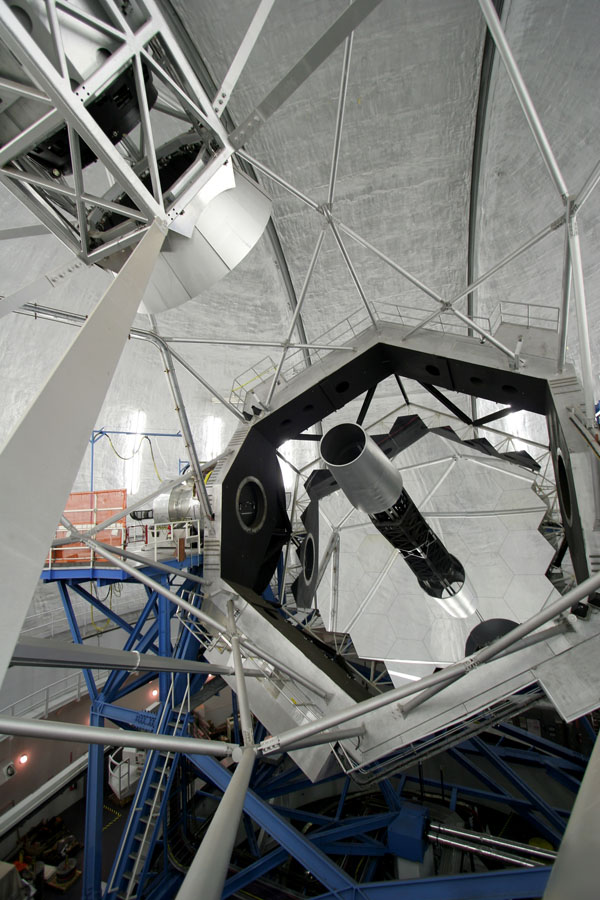
凱克Ⅱ主镜-由36个六角形镜片组成

每架凱克望遠鏡都装有自适应光学系统，能够補償大氣抖动的影响。另外，凱克Ⅰ和凱克Ⅱ還可以做為凱克干涉儀；相隔85公尺的距離，使它們聯合作業時在特定方向上的解析力相當於口徑85公尺的單一望遠鏡，比得上其他天文干涉儀的解析力，像是距離200公尺遠，但沒有干涉測量圖能力的VLTI。凱克天文台由为研究天文而成立的加利福尼亞協會管理，理事來自加州大學和加州理工學院的非營利501（c）3組織。在1996年，美國國家航空暨太空總署加入成為天文台的一個夥伴。望遠鏡的基地是由總部設在檀香山的夏威夷大學向當地土著承租的。私人的W. M.凱克基金會贊助了一億四千萬美元建造望遠鏡。凱克天文台的總部設在夏威夷的卡姆艾拉（Kamuela），望遠鏡的使用時間由工作夥伴共同分享。加州理工學院、夏威夷大學和加州大學受理自家研究員的提案，美國國家航空暨太空總署則接受來自全美國各地研究人員的企畫案，美国国家光学天文台（NOAO）受理來自世界的研究人員的提案（页面存档备份，存于） 。
2001年3月12日，两架凯克望遠鏡开始用于光干涉观测，成功观测了位于天猫座的恒星HD61294，其等效分辨率相当于一台口径85米的望远镜。

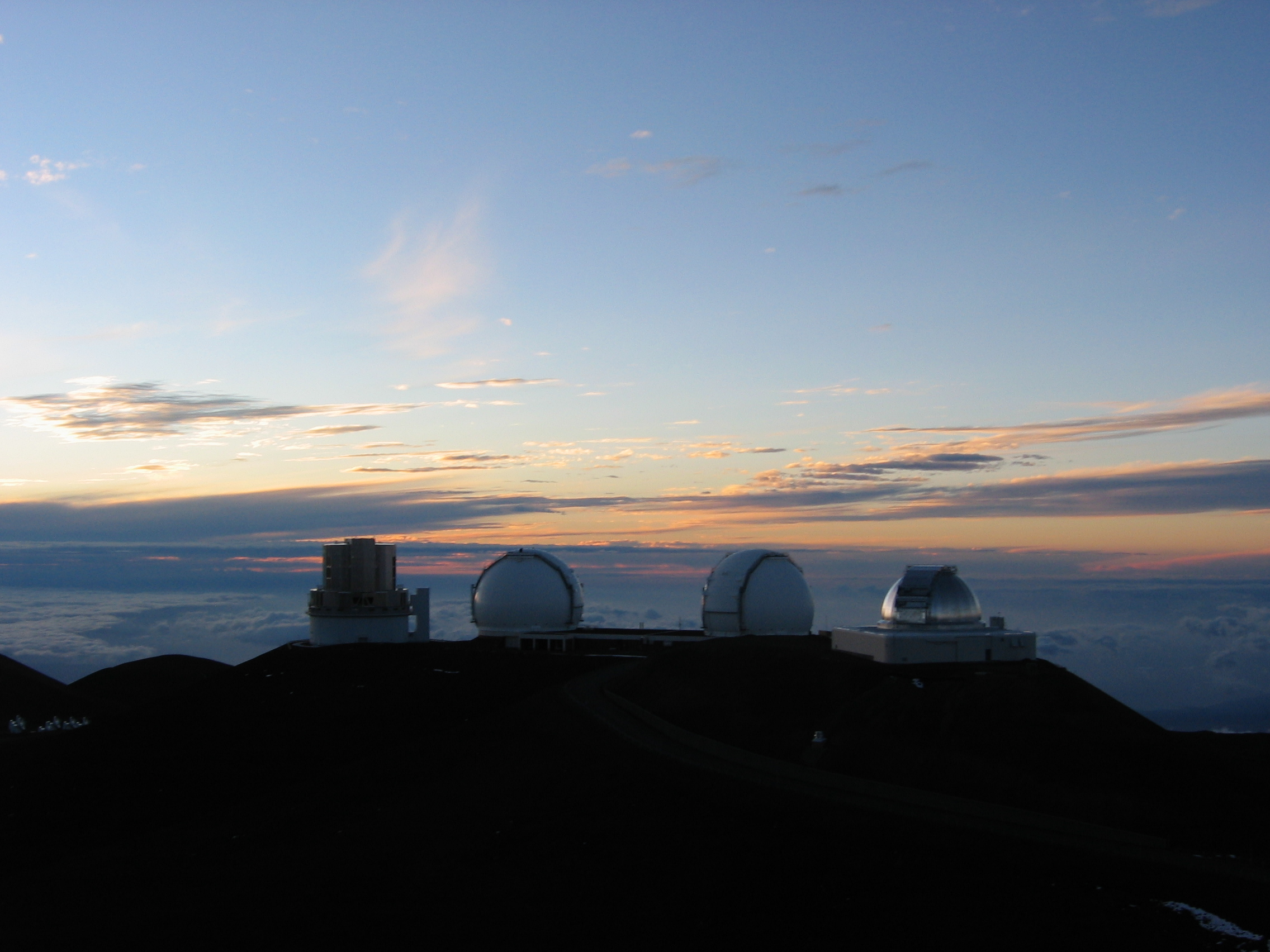
凱克天文台

## 观测设备

著名光學望遠鏡主鏡面積比較，點選影像可看大圖。

## 參看
- 帕瑞纳天文台
- 拉西拉天文台
- 托洛洛山美洲际天文台
- 甚大望远镜
- 欧洲极大望远镜